# 2016-os gatineaui műugró-Grand Prix-verseny
A Nemzetközi Úszószövetség (FINA) 2016-ban a 22. alkalommal rendezte meg április 7. és április 10. között a műugró-Grand Prix-versenysorozatot, melynek negyedik állomása a kanadai Gatineau volt, egy időben a Kanadai Úszószövetség által szervezett Kanada Kupával.

## Eredmények

### Éremtáblázat
| #        | nemzet        | arany | ezüst | bronz | összesen |
| 1        | Kína          | 5     | 4     | 0     | 9        |
| 2        | Kanada        | 4     | 4     | 3     | 11       |
| 3        | Franciaország | 1     | 1     | 0     | 2        |
| 4        | Japán         | 0     | 1     | 2     | 2        |
| 5        | Ausztrália    | 0     | 0     | 1     | 1        |
| 5        | Svájc         | 0     | 0     | 1     | 1        |
| 5        | Svédország    | 0     | 0     | 1     | 1        |
| összesen | összesen      | 10    | 10    | 8     | 28       |

### Éremszerzők
| versenyszám          | arany                                                   | ezüst                                                     | bronz                            |
| férfiak              |                                                         |                                                           |                                  |
| 3 m                  | Matthieu Rosset                                         | Szun Cse-ji (Sun Zhiyi)                                   | Philippe Gagné                   |
| 3 m szinkron         | Philippe Gagné / François Imbeau-Dulac                  | Szun Cse-ji (Sun Zhiyi) / Peng Csien-feng (Peng Jianfeng) | Félix Leathead / Peter Thach Mai |
| 10 m                 | Vincent Riendeau                                        | Lien Csün-csie (Lian Junjie)                              | Jesper Tolvers                   |
| 10 m szinkron        | Hszü Cö-vej (Xu Zewei) / Huang Po-ven (Huang Bowen)     | Alexis Jandard / Loïs Szymczak                            | nem adták ki                     |
| nők                  |                                                         |                                                           |                                  |
| 3 m                  | Vu Csun-ting (Wu Chunting)                              | Pamela Ware                                               | Jennifer Abel                    |
| 3 m szinkron         | Hszü Cse-huan (Xu Zhihuan) / Vu Csun-ting (Wu Chunting) | Jennifer Abel / Pamela Ware                               | Maddison Keeney / Anabelle Smith |
| 10 m                 | Roseline Filion                                         | Itahasi Minami                                            | Szaszaki Nana                    |
| 10 m szinkron        | Roseline Filion / Meaghan Benfeito                      | Szo Mi-ja (Suo Miya) / Li Csin-ming (Li Jinming)          | Arai Macuri / Szaszaki Nana      |
| vegyes csapatverseny |                                                         |                                                           |                                  |
| 3 m szinkron         | Vu Csun-ting (Wu Chunting) / Huang Po-ven (Huang Bowen) | Jennifer Abel / François Imbeau-Dulac                     | Jessica Favre / Guillaume Dutoit |
| 10 m szinkron        | Lien Csün-csie (Lian Junjie) / Szo Mi-ja (Suo Miya)     | Vincent Riendeau / Meaghan Benfeito                       | nem adták ki                     |

## A versenyen részt vevő nemzetek
A Grand Prix-n 18 nemzet 77 sportolója – 35 férfi és 42 nő – vett részt, az alábbi megbontásban:
| Részt vevő nemzetek férfi / nő megbontásban | Részt vevő nemzetek férfi / nő megbontásban | Részt vevő nemzetek férfi / nő megbontásban | Részt vevő nemzetek férfi / nő megbontásban | Részt vevő nemzetek férfi / nő megbontásban | Részt vevő nemzetek férfi / nő megbontásban | Részt vevő nemzetek férfi / nő megbontásban | Részt vevő nemzetek férfi / nő megbontásban | Részt vevő nemzetek férfi / nő megbontásban |
| ------------------------------------------- | ------------------------------------------- | ------------------------------------------- | ------------------------------------------- | ------------------------------------------- | ------------------------------------------- | ------------------------------------------- | ------------------------------------------- | ------------------------------------------- |
| nemzet                                      | F                                           | N                                           | nemzet                                      | F                                           | N                                           | nemzet                                      | F                                           | N                                           |
| Ausztrália                                  | 2                                           | 5                                           | Jamaica                                     | 1                                           | 0                                           | Oroszország                                 | 3                                           | 2                                           |
| Ausztria                                    | 1                                           | 0                                           | Japán                                       | 1                                           | 3                                           | Peru                                        | 1                                           | 0                                           |
| Egyesült Királyság                          | 0                                           | 4                                           | Kanada                                      | 9                                           | 8                                           | Svájc                                       | 1                                           | 1                                           |
| Egyiptom                                    | 2                                           | 3                                           | Kína                                        | 5                                           | 5                                           | Svédország                                  | 1                                           | 0                                           |
| Franciaország                               | 4                                           | 2                                           | Kuba                                        | 0                                           | 1                                           | Új-Zéland                                   | 1                                           | 1                                           |
| Hollandia                                   | 0                                           | 3                                           | Németország                                 | 3                                           | 2                                           | USA                                         | 0                                           | 2                                           |

F = férfi, N = nő

## Versenyszámok

### Férfiak

#### 3 méteres műugrás
| #  | Ország        | Név                               | Selejtező | Selejtező | Középdöntő | Középdöntő | Középdöntő | Középdöntő | Döntő   | Döntő  |
| #  | Ország        | Név                               | Selejtező | Selejtező | A          | A          | B          | B          | Döntő   | Döntő  |
| #  | Ország        | Név                               | Rangsor   | Pontok    | Rangsor    | Pontok     | Rangsor    | Pontok     | Rangsor | Pontok |
| -- | ------------- | --------------------------------- | --------- | --------- | ---------- | ---------- | ---------- | ---------- | ------- | ------ |
|    | Franciaország | Matthieu Rosset                   | 2         | 443,20    | 2          | 432,15     |            |            | 1       | 504,15 |
|    | Kína          | Szun Cse-ji (Sun Zhiyi)           | 3         | 438,30    |            |            | 3          | 429,95     | 2       | 469,55 |
|    | Kanada        | Philippe Gagné                    | 5         | 419,40    |            |            | 2          | 431,4      | 2       | 469,55 |
| 4  | Kína          | Peng Csien-feng (Peng Jianfeng)   | 1         | 449,25    |            |            | 1          | 472,75     | 4       | 451,15 |
| 5  | Japán         | Szakai Só                         | 4         | 430,30    | 1          | 442,20     |            |            | 5       | 446,80 |
| 6  | Kanada        | François Imbeau-Dulac             | 6         | 413,90    | 3          | 423,40     |            |            | 6       | 432,65 |
|    |               |                                   |           |           |            |            |            |            |         |        |
| 7  | Ausztrália    | James Connor                      | 7         | 400,70    |            |            | 4          | 416,25     |         |        |
| 8  | Ausztria      | Constantin Blaha                  | 12        | 374,40    |            |            | 5          | 401,45     |         |        |
| 9  | Új-Zéland     | Liam Stone                        | 8         | 393,00    | 4          | 399,45     |            |            |         |        |
| 10 | Oroszország   | Ilja Molcsanov                    | 10        | 377,25    | 5          | 369,50     |            |            |         |        |
| 11 | Egyiptom      | Mohymen Mohab Mohymen Ishak Ahmed | 13        | 352,70    | 6          | 361,80     |            |            |         |        |
| 12 | Jamaica       | Yona Knight-Wisdom                | 9         | 380,60    |            |            | 6          | 361,00     |         |        |
|    |               |                                   |           |           |            |            |            |            |         |        |
| 13 | Kanada        | Peter Thach Mai                   | 11        | 375,75    |            |            |            |            |         |        |
| 14 | Oroszország   | Alekszandr Belevcev               | 14        | 348,35    |            |            |            |            |         |        |
| 15 | Franciaország | Alexis Jandard                    | 15        | 345,90    |            |            |            |            |         |        |
| 16 | Ausztrália    | Grant Nel                         | 16        | 338,60    |            |            |            |            |         |        |
| 17 | Svájc         | Guillaume Dutoit                  | 17        | 323,85    |            |            |            |            |         |        |
| 18 | Kanada        | Ryan Grover                       | 18        | 307,35    |            |            |            |            |         |        |
| 19 | Peru          | Daniel Pinto                      | 19        | 260,55    |            |            |            |            |         |        |
| 20 | Németország   | Oliver Homuth                     | 20        | 184,45    |            |            |            |            |         |        |

#### 3 méteres szinkronugrás
| # | Ország        | Név                                                       | Pontok |
| - | ------------- | --------------------------------------------------------- | ------ |
|   | Kanada        | Philippe Gagné / François Imbeau-Dulac                    | 402,12 |
|   | Kína          | Szun Cse-ji (Sun Zhiyi) / Peng Csien-feng (Peng Jianfeng) | 399,48 |
|   | Kanada        | Félix Leathead / Peter Thach Mai                          | 373,62 |
| 4 | Franciaország | Matthieu Rosset / Antoine Catel                           | 360,81 |
| 5 | Oroszország   | Ilja Molcsanov / Alekszandr Belevcev                      | 308,88 |

#### 10 méteres toronyugrás
| #  | Ország        | Név                          | Selejtező | Selejtező | Középdöntő | Középdöntő | Középdöntő | Középdöntő | Döntő   | Döntő  |
| #  | Ország        | Név                          | Selejtező | Selejtező | A          | A          | B          | B          | Döntő   | Döntő  |
| #  | Ország        | Név                          | Rangsor   | Pontok    | Rangsor    | Pontok     | Rangsor    | Pontok     | Rangsor | Pontok |
| -- | ------------- | ---------------------------- | --------- | --------- | ---------- | ---------- | ---------- | ---------- | ------- | ------ |
|    | Kanada        | Vincent Riendeau             | 3         | 409,75    |            |            | 1          | 455,85     | 1       | 467,70 |
|    | Kína          | Lien Csün-csie (Lian Junjie) | 1         | 509,40    |            |            | 2          | 439,75     | 2       | 452,80 |
|    | Svédország    | Jesper Tolvers               | 5         | 373,60    |            |            | 3          | 362,60     | 3       | 427,40 |
| 4  | Kína          | Hszü Cö-vej (Xu Zewei)       | 4         | 376,50    | 1          | 473,75     |            |            | 4       | 417,85 |
| 5  | Oroszország   | Arkagyij Ajdarov             | 9         | 340,65    | 3          | 354,35     |            |            | 5       | 391,50 |
| 6  | Kanada        | Maxim Bouchard               | 2         | 412,90    | 2          | 438,60     |            |            | 6       | 368,20 |
|    |               |                              |           |           |            |            |            |            |         |        |
| 7  | Németország   | Florian Fandler              | 12        | 293,10    |            |            | 4          | 360,55     |         |        |
| 8  | Franciaország | Alexis Jandard               | 10        | 322,50    |            |            | 5          | 323,70     |         |        |
| 9  | Franciaország | Loïs Szymczak                | 6         | 364,75    | 4          | 302,15     |            |            |         |        |
| 10 | Németország   | Dominik Stein                | 11        | 321,25    | 5          | 285,30     |            |            |         |        |
| 11 | Egyiptom      | Youssef Amr Ezzat            | 7         | 355,05    |            |            | 6          | 132,15     |         |        |
|    |               |                              |           |           |            |            |            |            |         |        |
| 12 | Kanada        | Ethan Pitman                 | 8         | 348,60    |            |            |            |            |         |        |
| 13 | Kanada        | Alexandre Corriveau          | 13        | 288,35    |            |            |            |            |         |        |

#### 10 méteres szinkronugrás
| # | Ország        | Név                                                 | Pontok |
| - | ------------- | --------------------------------------------------- | ------ |
|   | Kína          | Hszü Cö-vej (Xu Zewei) / Huang Po-ven (Huang Bowen) | 435,60 |
|   | Franciaország | Alexis Jandard / Loïs Szymczak                      | 337,53 |

### Nők

#### 3 méteres műugrás
| #  | Ország             | Név                        | Selejtező | Selejtező | Középdöntő | Középdöntő | Középdöntő | Középdöntő | Döntő   | Döntő  |
| #  | Ország             | Név                        | Selejtező | Selejtező | A          | A          | B          | B          | Döntő   | Döntő  |
| #  | Ország             | Név                        | Rangsor   | Pontok    | Rangsor    | Pontok     | Rangsor    | Pontok     | Rangsor | Pontok |
| -- | ------------------ | -------------------------- | --------- | --------- | ---------- | ---------- | ---------- | ---------- | ------- | ------ |
|    | Kína               | Vu Csun-ting (Wu Chunting) | 2         | 311,05    | 1          | 350,25     |            |            | 1       | 357,95 |
|    | Kanada             | Pamela Ware                | 4         | 303,60    | 3          | 291,05     |            |            | 2       | 332,25 |
|    | Kanada             | Jennifer Abel              | 1         | 328,10    |            |            | 2          | 316,65     | 3       | 327,10 |
| 4  | Kína               | Hszü Cse-huan (Xu Zhihuan) | 5         | 295,30    |            |            | 1          | 332,10     | 4       | 321,55 |
| 5  | Hollandia          | Uschi Freitag              | 3         | 306,40    |            |            | 3          | 300,30     | 5       | 314,10 |
| 6  | Ausztrália         | Anabelle Smith             | 6         | 294,15    | 2          | 294,15     |            |            | 6       | 269,90 |
|    |                    |                            |           |           |            |            |            |            |         |        |
| 7  | Hollandia          | Inge Jansen                | 8         | 276,70    | 4          | 290,40     |            |            |         |        |
| 8  | Ausztrália         | Georgia Sheehan            | 11        | 260,50    |            |            | 4          | 287,70     |         |        |
| 9  | Egyesült Királyság | Grace Reid                 | 9         | 271,80    |            |            | 5          | 261,95     |         |        |
| 10 | Egyesült Királyság | Katherine Torrance         | 10        | 263,85    | 5          | 256,95     |            |            |         |        |
| 11 | USA                | Qiongjie Drew              | 12        | 260,10    | 6          | 230,75     |            |            |         |        |
| 12 | Oroszország        | Diana Csaplieva            | 7         | 283,70    |            |            | 6          | 226,65     |         |        |
|    |                    |                            |           |           |            |            |            |            |         |        |
| 13 | USA                | Ariel Rittenhouse          | 13        | 252,15    |            |            |            |            |         |        |
| 14 | Új-Zéland          | Elizabeth Cui              | 14        | 244,80    |            |            |            |            |         |        |
| 15 | Kanada             | Caeli Sierra McKay         | 15        | 235,85    |            |            |            |            |         |        |
| 16 | Németország        | Friederike Freyer          | 16        | 235,60    |            |            |            |            |         |        |
| 17 | Egyiptom           | Maha Khaled Eissa          | 17        | 226,65    |            |            |            |            |         |        |
| 18 | Franciaország      | Clara Della Vedova         | 18        | 202,80    |            |            |            |            |         |        |
| 19 | Kanada             | Mia Vallée                 | 19        | 201,85    |            |            |            |            |         |        |
| 20 | Svájc              | Jessica Favre              | 20        | 197,85    |            |            |            |            |         |        |
| 21 | Egyiptom           | Habiba Ashraf Kamal        | 21        | 194,60    |            |            |            |            |         |        |

#### 3 méteres szinkronugrás
| # | Ország     | Név                                                     | Pontok |
| - | ---------- | ------------------------------------------------------- | ------ |
|   | Kína       | Hszü Cse-huan (Xu Zhihuan) / Vu Csun-ting (Wu Chunting) | 314,40 |
|   | Kanada     | Jennifer Abel / Pamela Ware                             | 300,30 |
|   | Ausztrália | Maddison Keeney / Anabelle Smith                        | 297,39 |
| 4 | Hollandia  | Inge Jansen / Uschi Freitag                             | 291,00 |
| 5 | Kanada     | Olivia Chamandy / Mia Vallée                            | 270,12 |

#### 10 méteres toronyugrás
| #  | Ország             | Név                        | Selejtező | Selejtező | Középdöntő | Középdöntő | Középdöntő | Középdöntő | Döntő   | Döntő  |
| #  | Ország             | Név                        | Selejtező | Selejtező | A          | A          | B          | B          | Döntő   | Döntő  |
| #  | Ország             | Név                        | Rangsor   | Pontok    | Rangsor    | Pontok     | Rangsor    | Pontok     | Rangsor | Pontok |
| -- | ------------------ | -------------------------- | --------- | --------- | ---------- | ---------- | ---------- | ---------- | ------- | ------ |
|    | Kanada             | Roseline Filion            | 1         | 343,10    |            |            | 1          | 333,20     | 1       | 377,00 |
|    | Japán              | Itahasi Minami             | 2         | 319,45    | 3          | 330,60     |            |            | 2       | 375,00 |
|    | Japán              | Szaszaki Nana              | 13        | 250,40    | 2          | 335,30     |            |            | 3       | 353,80 |
| 4  | Egyesült Királyság | Georgia Ward               | 10        | 258,00    |            |            | 3          | 297,90     | 4       | 323,90 |
| 5  | Kína               | Ting Ja-jing (Ding Yaying) | 3         | 307,20    |            |            | 2          | 308,15     | 5       | 318,15 |
| 6  | Kanada             | Meaghan Benfeito           | 6         | 269,25    | 1          | 349,25     |            |            | 6       | 314,80 |
|    |                    |                            |           |           |            |            |            |            |         |        |
| 7  | Kína               | Li Csin-ming (Li Jinming)  | 9         | 260,70    | 4          | 293,60     |            |            |         |        |
| 8  | Egyesült Királyság | Robyn Birch                | 4         | 291,20    | 5          | 274,10     |            |            |         |        |
| 9  | Ausztrália         | Teju Williamson            | 7         | 267,50    |            |            | 4          | 273,40     |         |        |
| 10 | Németország        | My Phan                    | 11        | 257,50    | 6          | 272,05     |            |            |         |        |
| 11 | Franciaország      | Alaïs Kalonji              | 5         | 271,10    |            |            | 5          | 251,15     |         |        |
| 12 | Kuba               | Tuti Garcia Navarro        | 12        | 251,05    |            |            | 6          | 195,35     |         |        |
|    |                    |                            |           |           |            |            |            |            |         |        |
| 13 | Kanada             | Celina Toth                | 8         | 262,40    |            |            |            |            |         |        |
| 14 | Kanada             | Olivia Chamandy            | 14        | 249,50    |            |            |            |            |         |        |
| 15 | Oroszország        | Anna Csujnysena            | 15        | 248,60    |            |            |            |            |         |        |
| 16 | Hollandia          | Celine van Duijn           | 16        | 234,50    |            |            |            |            |         |        |
| 17 | Egyiptom           | Maha Mohamed Abdel Salam   | 17        | 186,55    |            |            |            |            |         |        |
| 18 | Ausztrália         | Taneka Kovchenko           | 18        | 181,60    |            |            |            |            |         |        |

#### 10 méteres szinkronugrás
| # | Ország     | Név                                              | Pontok |
| - | ---------- | ------------------------------------------------ | ------ |
|   | Kanada     | Roseline Filion / Meaghan Benfeito               | 321,18 |
|   | Kína       | Szo Mi-ja (Suo Miya) / Li Csin-ming (Li Jinming) | 312,60 |
|   | Japán      | Arai Macuri / Szaszaki Nana                      | 309,36 |
| 4 | Ausztrália | Teju Williamson / Taneka Kovchenko               | 264,66 |

### Vegyes csapatverseny

#### Vegyes 3 méteres szinkronugrás
| # | Ország | Név                                                     | Pontok |
| - | ------ | ------------------------------------------------------- | ------ |
|   | Kína   | Vu Csun-ting (Wu Chunting) / Huang Po-ven (Huang Bowen) | 315,24 |
|   | Kanada | Jennifer Abel / François Imbeau-Dulac                   | 302,85 |
|   | Svájc  | Jessica Favre / Guillaume Dutoit                        | 254,61 |

#### Vegyes 10 méteres szinkronugrás
| # | Ország | Név                                                 | Pontok |
| - | ------ | --------------------------------------------------- | ------ |
|   | Kína   | Lien Csün-csie (Lian Junjie) / Szo Mi-ja (Suo Miya) | 343,98 |
|   | Kanada | Vincent Riendeau / Meaghan Benfeito                 | 316,68 |